# Upside Down; or, The Human Flies
Upside Down; or, The Human Flies è un cortometraggio muto del 1899 diretto da Walter R. Booth.
Il film sfrutta un'illusione molto semplice: quella di girare con la telecamera capovolta in modo che gli attori sembrino recitare sul soffitto e secondo Michael Brooke di BFI Screenonline, l'efficacia del Il risultato finale è tale che quasi settant'anni dopo Stanley Kubrick utilizzò la stessa tecnica in 2001: Odissea nello spazio (1968). Si dice che il prestigiatore sia stato interpretato dallo stesso Booth.

## Trama
Un prestigiatore manda il suo pubblico sul soffitto della stanza.